# Damage (personaggio)
Damage, il cui vero nome è Grant Albert Emerson, è un personaggio dei fumetti DC Comics, creato da Tom Joyner e Bill Marimon. È un supereroe, apparso per la prima volta in un fumetto omonimo durante il crossover Ora zero. Figlio di Al Pratt, l'Atomo della Golden Age, è stato membro dei Teen Titans, dei Combattenti per la libertà ed è un membro della Justice Society of America.

## Biografia del personaggio
Lo studente liceale Grant Emerson si era appena trasferito con in suoi genitori in una nuova casa nel sobborgo di Atlanta. I suoi genitori i spostavano spesso per motivi di lavoro per la Symbolix Corporation e Grant si sentiva spesso come un estraneo tra gli altri ragazzi. Alla sua nuova scuola, Grant improvvisamente scoprì i suoi poteri super umani con la comparsa di un'incredibile forza e l'abilità di creare esplosioni. Durante la crisi di Ora Zero, i poteri di Grant divennero la scintilla che ricominciò l'universo dopo che fu distrutto da Parallax; grazie ai poteri di Damage, il nuovo universo si evolse in linea naturale, guidato dalla natura invece che da Parallax.
In una battaglia supereroe contro supercriminale, che coinvolgeva il Barone Blitzkrieg, Iron Munro e altri, finì con il creare danni enormi alla città di Atlanta. Damage fu arrestato per la sua parte nel danno. Sarge Steel riuscì a combinare un accordo: Grant sarebbe stato bandito dalla Georgia e rimandato in custodia della squadra dei Teen Titans allora sponsorizzata dal governo, guidata da Arsenal. Durante questo periodo, Damage venne turbato dalla morte di un compagno di classe a cui teneva molto, per mano di un supercriminale. Dopo un po', Damage lasciò i Titans per cercare le sue origini.

### Parentela
Venne a sapere che Vandal Savage fu coinvolto in un esperimento alla Symbolix chiamato Progetto Telemachus, dove prese campioni di DNA che aveva raccolto dai vari supereroi ed iniettati in un "vaso" adatto: Grant. Gli eroi dei quali Grant condivide il DNA sono: Al Pratt, Flash, Alan Scott, Wildcat, Hawkman, Hawkgirl, Rex Tyler, Dinah Lance, Charles McNider, Ted Knight, Miss America originale, Johnny Quick, Libby Lawrence, Martian Manhunter, Barry Allen, Aquaman, Dinah Laurel Lance, Hal Jordan, e Ray Palmer. La Symbolix era alleata della Shadowspire attraverso il suo leader, il Barone Blitzkrieg. Il Barone divenne un nemico ricorrente della serie di Damage, cominciando con il n. 3. Grant infine seppe che era il figlio dell'Atomo originale, Al Pratt e di sua moglie Mary. Grant fu costretto a nascondersi sottoterra dopo aver lasciato i Titans, dato che facendolo aveva violato la libertà vigilata.
Quando i cinque Titans originali ritornarono nel gruppo, Arsenal nominò Damage per l'adesione alla squadra. Arsenal voleva eliminare il passato criminale di Grant, così che non dovesse più fuggire, e Grant si unì al team. Grant partecipò a multiple avventure, incluso un confronto con i demoni dell'Inferno in Day of Judgement n. 1. Più tardi, Damage affrontò qualcosa che aveva sotterrato da tempo: fu vittima di abusi da parte del suo patrigno. Dopo essersi aperto con Roy Harper, Grant si assentò e cercò pace e guarigione nella riserva Navajo dove Roy era cresciuto.
Aiutò la corrente Justice Society of America contro Imperiex e il malvagio trio di Mordru, Eclipso ed Obsidian, entrambe le volte come parte della moderna All-Star Squadron. Da lì in poi fu visto in compagnia di un nuovo gruppo sponsorizzato dal governo, i Combattenti per la Libertà, le cui attività sono tuttora sconosciute. Ebbe anche una specie di relazione fraterna con Atom Smasher, il figlioccio di suo padre, l'Atomo originale. Si pensò che Grant ebbe un fratello di nome Walter, che fu recentemente ucciso dalla figlia, la supereroina Manhunter, alias Kate Spencer. Tuttavia, venne fuori che Walter era il figlio di Iron Munro e Phantom Lady - una strana ricerca di paternità parallela di Grant, dato che ad un certo punto sembrò che Grant fosse il figlio della coppia.

### Combattenti per la Libertà eJustice Society of American. 3
Molti membri dei Combattenti per la Libertà furono uccisi dalla Lega dell'ingiustizia in Crisi Infinita n. 1. Damage fu uno dei sopravvissuti, sebbene il suo volto rimase gravemente sfregiata da Zoom, sebbene non fu rivelato che poco tempo dopo.
Damage comparve nel rilancio della nuova Justice Society of America pubblicata nel dicembre 2006. Indossò una maschera che copriva tutto il volto, un costume simile ad un miscuglio tra quello di suo padre e quello di Atom Smasher, con il simbolo del pericolo biologico sul petto. Cambiarono anche il suo aspetto, ora più burbero, ed il suo comportamento, adesso più cinico, forse in parte a causa dell'insinuazione del criminale Rebel, del fatto che Damage era stato sfregiato, ma vivo, da Zoom. Zoom successivamente incontrò la Justice Society, affermando di aver menomato, ma non ucciso, il ragazzo, intenzionalmente, per dargli una tragedia da insegnamento, ma la battaglia si spostò in Georgia. Damage finì nello stato, nonostante gli fosse proibito l'ingresso, prendendo Zoom e tenendolo come ostaggio. Liberty Belle riuscì a calmare Damage, ma Zoom riuscì a sottrarsi alla presa di Damage e cominciò a gettargli detriti sul volto, con l'intenzione di ucciderlo. Liberty Belle scattò in avanti, salvando Damage e mandando Zoom in K.O. Quando la polizia fu pronta ad arrestare Damage per il suo sconfinamento, la Justice Society si fece avanti per lui, ma non si sa ancora se questa azione fece cadere il bando o se rimase. Damage rimase nel gruppo, essenzialmente come rimpiazzo di Atom Smasher.
Il volto di Damage fu guarito dal rinato Gog.Questo fu sufficiente a restaurare la sua personalità gioiosa e spensierata, spingendolo a tentare il contatto con il nuovo Judomaster. Dato che nessuno dei due capisce la lingua parlata dall'altro, la loro relazione fu soffocata. Quando la JSA spprese che Gog voleva trasformare tutti coloro che ferivano gli altri in alberi, furono divisi sul soggetto. Grant e Judomaster, tra l'altro, si misero dalla parte di Gogm e tentarono di evitare che la JSA lo fermasse.
Damage fu quindi rinviato in America per predicare la volontà di Gog alle massem mostrando una devozione fanatica al Vecchio Gog ed una grande striscia di vanità a causa del suo nuovo aspetto. Quando Stargirl fu inviata per parlargli, e gli chiese di ripensare ai suoi sentimenti per Gog, lui la attaccò. Atom Smasher sconfisse Damage in combattimento e lo portò a casa di Al Pratt. Nonostante fosse pronto a rinunciare a Gog, imparando dall'esempio di Al Pratt, che, nonostante soffrisse il suo limite di nanismo, portava avanti una vita semplice a raggiunse un'esistenza piena, rinunciò ad Al Pratt, facendo saltare la sua casa ed i ricordi delle sue avventure e affermando che era sempre stato abbandonato da lui, mentre Gog era sempre stato dalla sua parte. Chiamato da Magog, si riunì a Gog, ma qui gli fu chiesto di inginocchiarsi e di mostrare la sua devozione.
Il resto della JSA arrivò, avendo saputo da Sandman che Gog stava mettendo le radici sulla Terra, e che se fosse rimasto un altro giorno, la Terra sarebbe morta, lasciandoli con una sola opzione: tagliare la sua testa e separarla dalla Terra, salvando così il pianeta. La JSA seguì Gog tentando di proteggerlo, finché non lo videro attaccare un membro del gruppo. Tutti gli altri seguaci presero il volo, e Gog li punì tutti togliendo loro le benedizioni, incluso il volto di Damage. In rilancio, Damage rilasciò tutto il suo potere contro Gog, con poco effetto. Dopo la sconfitta di Gog, sofferente per la perdita del suo nuovo volto, tentò di evitare Judomaster, facendo così solo che ella lo baciasse.

## Poteri e abilità
Damage può generare una carica di potere che incrementa la sua forza, la sua esistenza, la velocità, ed i riflessi ad un livello super umano. Se non utilizza questo potere nel modo di cui appena accennato è costretto a scaricarla, più specificatamente come quando cominciò l'universo durante l'Ora Zero. L'anziano Damage in Young Justice: Sins of Youth aveva l'abilità di volare. Mentre il Damage corrente non possiede ancora quest'abilità, può sollevarsi sparando dell'energia sul terreno, come visto recentemente in Justice Society of America n. 8. Ad un certo punto della sua serie, fu implicito che possedeva potenzialmente tutti i poteri degli eroi di cui condivideva il DNA. Verso la fine della sua serie un uomo di mezz'età in vestiti ordinari viene mostrato mentre osserva quietamente la casa di Grant. Sebbene la serie fu cancellata prima che questa trama fosse svelata, si capì che quell'uomo era una versione futura di Grant e fu mostrato possedere dei poteri, come il volo, che la versione corrente di Damage non possiede.